# Thomas Eichinger
Thomas Eichinger (* 1974) ist ein deutscher Politiker (CSU) und seit 2014 Landrat des Landkreises Landsberg am Lech.

## Werdegang
Eichinger wuchs in Schondorf am Ammersee auf, wo er heute noch mit seiner Familie lebt. Er studierte in München Rechtswissenschaften und trat 1993 der CSU bei. 1996 wurde er in den Gemeinderat von Schondorf am Ammersee und in den Kreistag des Landkreises Landsberg am Lech gewählt.
Nachdem der bisherige Landrat Walter Eichner bei den Kommunalwahlen im März 2014 nicht mehr antrat, wurde Eichinger von der CSU als Kandidat für dessen Nachfolge als Landrat des Landkreises Landsberg nominiert. In der darauffolgenden Stichwahl wurde er mit 61,37 % gewählt. Bei den Kommunalwahlen in Bayern 2020 wurde Eichinger mit 58,50 % im ersten Wahlgang als Landrat wiedergewählt.
Eichinger ist außerdem Vorsitzender der Landesarbeitsgemeinschaft der öffentlichen und freien Wohlfahrtspflege in Bayern. Er ist damit auch Vorsitzender der Landesentgeltkommission. Er ist zudem Vorsitzender des Verwaltungsrates des Klinikums Landsberg am Lech.